# Chlorophoneus bocagei
El bubú de Bocage (Chlorophoneus bocagei) es una especie de ave en la familia Malaconotidae propia de África occidental y central.

## Distribución y hábitat
Se lo encuentra en Angola, Camerún, República Centroafricana, República del Congo, República Democrática del Congo, Guinea Ecuatorial, Gabón, Kenia, Ruanda, y Uganda.  Sus hábitats naturales son los bosques secos subtropicales o tropicales y los bosques bajos húmedos subtropicales o tropicales.